# معصومه مهرعلی
معصومه مهرعلی (زادهٔ ۲۷ بهمن ۱۳۳۴ در تهران) خواننده و مدرس آواز موسیقی ایرانی است.

## زندگی هنری
معصومه مهرعلی، ۲۷ بهمن سال ۱۳۳۴ در محلهٔ چهارراه مختاریِ شاهپور تهران متولد شد. تحصیلات ابتدایی را در «دبستان کیوان» گذراند و در آن زمان به خواندن قرآن و سرود صبحگاهی دبستان می‌پرداخت. پس از پایان تحصیلات متوسطه، از طریقِ آزمون خوانندگی، به عنوانِ یکی از ده خوانندهٔ برگزیده، جذب وزارت فرهنگ و هنر شد و به کلاس آواز محمود کریمی راه یافت. پس از آن به عنوان ناظمِ نیمروز هنرستان موسیقی تهران انتخاب شد. پس از توقف کلاس‌های محمود کریمی، به کلاس آواز نورالدین رضوی سروستانی در مرکز حفظ و اشاعه موسیقی رفت و مکتب اصفهان به شیوهٔ حسین طاهرزاده را از وی آموخت. او در سال ۱۳۵۷ پس از اولین اجرای موفق، مورد توجه محمدرضا شجریان قرار گرفت و پس از آن به شاگردی وی درآمد. از دیگر استادان او می‌توان به احمد ابراهیمی اشاره کرد.
مهرعلی تنها بانویی است که کلاس‌های آموزشی محمدرضا شجریان را سال‌ها پشتیبانی کرده و هنرجویان دختر را آموزش داده و به کارگاه آواز شجریان معرفی نموده‌است.

معصومه مهرعلی در کنار محمدرضا شجریان

از جمله شاگردان آواز معصومه مهرعلی به نام‌های زیر می‌توان اشاره نمود: حوروش خلیلی، علی زندوکیلی، هیوا سیفی زاده، سارنگ سیفی زاده، ارژنگ سیفی زاده، ماری بیابانگرد، مسعود موسوی، هاله سیفی زاده، به رُخ شورورزی، بیتا همدانی، حمید خزاعی، سعید کریمی، مسعود موسوی، سیاوش عظیمی و مسعود آذین. او از سال ۱۳۷۸ به تدریس آواز و ردیف‌های آوازی در دانشگاه نیز پرداخته‌است.
همسر وی «محمدحسین سیفی زاده» (آوازخوان)، و فرزندان او ارژنگ سیفی زاده، (نوازنده و آهنگساز) و «سارنگ سیفی زاده» (خواننده) می‌باشند.
در مراسم جشن چهاردهمین سالگرد تأسیس خانه موسیقی ایران که در ۲۳ مهر ۱۳۹۲ در تالار وحدت تهران برگزار شد، از بانوان پیشکسوت موسیقی از جمله معصومه مهرعلی تجلیل شد.

معصومه مهرعلی در مراسم تجلیل از بانوان پیشکسوت موسیقی در چهاردهمین سال تاسیس خانه موسیقی ایران- مهر ۱۳۹۲

همچنین در ۲۵ تیر ۱۳۹۵ مراسم بزرگداشت «معصومه مهرعلی» از سوی نشر هنوز برگزار گردید. تنها آلبوم رسمی او در کشور کانادا با نام «سوار مانده» منتشر شده‌است.
فیلم مستند «سوار مانده» به کارگردانی پویا اشتهاردی، با موضوع زندگی هنری معصومه مهرعلی، در سال ۱۳۹۷ ساخته شد.

## فعالیت‌های هنری
از جمله فعالیت‌های هنری معصومه مهرعلی، به موارد زیر می‌توان اشاره نمود:
تدریس آواز در آموزشگاه‌های موسیقی و دانشگاه، تأسیس و مدیریت آموزشگاه موسیقی قمر، عضویت در هیئت داوران «ششمین جشنوارهٔ نوای خرم»، عضویت در هیئت داوران سومین «جشنواره موسیقی بسطامی»، عضویت در «کمیتهٔ خوانندگان موسیقی ایرانیِ» خانه موسیقی ایران سخنرانِ نشست «آیین آواز»، افتتاح مجموعهٔ «باغ هنر بم» به همراه چند نفر از شاگردان محمدرضا شجریان از جمله قاسم رفعتی و حسام الدین سراج، همکاری با مجلهٔ هنر موسیقی

هیئت داوران ششمین جشنواره نوای خرم از راست معصومه مهرعلی، علی جهاندار، پری ملکی